# Stazione di Reggio Calabria Santa Caterina
La stazione di Reggio Calabria Santa Caterina è uno degli scali ferroviari della città di Reggio Calabria. Si trova tra le stazioni Lido e Pentimele.
La stazione conta due binari attivi, uno in direzione jonica (Melito) e uno in direzione tirrenica (Villa San Giovanni).

## Storia
La stazione appare per la prima volta sugli orari commerciali delle Ferrovie dello Stato negli anni 20 del Novecento. La stazione aveva 4 binari. Nel 2015 la stazione è stata trasformata in fermata bloccando gli scambi e rendendo quindi utilizzabili solo i binari 2 e 3. La stazione si affaccia sul Porto di Reggio Calabria ma non vi è un accesso diretto dalla stazione.
La stazione ospita al suo interno l'associazione culturale "Incontriamoci Sempre" che organizza spesso eventi e si prende cura dei locali della stazione.

## Servizi
- Servizi igienici

## Movimento
La stazione è servita dai treni del servizio ferroviario suburbano di Reggio Calabria